# ليلى حسن
ليلى حسن (بالإنجليزية: Layla Hassan)‏ هي إحدى الشخصيات الرئيسية القابلة للعب في سلسلة ألعاب أساسنز كريد وهي مصرية من مواليد القاهرة في 24 أكتوبر 1984، هاجرت في صغرها مع والدتها إلى الولايات المتحدة وعاشت في مدينة نيويورك، تصبح ليلى الشخصية الرئيسية في لعبتي أساسنز كريد أوريجنز وأساسنز كريد أوديسي، تكتشف ليلى طريقة خارقة بحيث يمكنها الاندماج مع شخصيات الأساسن القديمة من دون شرط أن يكون جدها وهو ما ميزها عن ديزموند مايلز، لتكتشف فيما بعد مدينة أتلانتس الأسطورية.

## السيرة
تولد ليلى حسن في القاهرة في أكتوبر 1984، والدها إسمه أشرف ووالدتها إسمها زينب ولها أخوان صغيران رامي وكادن، في سنة 1989 تهاجر عائلتها إلى الولايات المتحدة وتعيش معهم في كوينز في نيويورك، تحصل بعدها على الجنسية الأمريكية. أثنا دراستها في جامعة كاليفورنيا (بركلي) تتعرف هناك على العالمة صوفيا ريكين إحدى العالمات في منظمة أبستيرغو تقوم بإقناعها في العمل في المنظمة، وبعد عملها وأبحاثها في أبستيرغو ل11 عام تحاول ليلى تطوير نظام أنيموس. في سنة 2017 تسافر ليلى إلى منخفض القطارة في بلدها الأصلي لإجراء أبحاثها وتساعدها شريكتها ديانا جيري وسيمون هاثواي المتصل بهم، تعثر ليلى هناك على مومياوات كل من بايك وأيا ألذان يعيشان في سنة 48 ق م، يفاجئها هناك ويليام مايلس رئيس منظمة الأساسن الحالي ووالد ديزموند مايلز ويعرض عليها الانضمام إلى الأساسن إلا أنها ترفض ذلك في البداية لكنها توافق على العمل معهم. تتعرف بعد ذلك على الأعضاء الآخرين مثل شارلوت دي لا كروز وأريند شوت كوننغهام وهارلان كوننغهام وثم تصبح قائدة الأساسن في خليتها. تكتشف ليلى لاحقاً كتاب مفقود للمؤرخ الإغريقي هيرودوت اسمه التاريخ المفقود، تتعرف من خلاله على مرتزقة إسبرطية اسمها كاساندرا والتي كانت تمتلك سلاح سحري إسمه رمح ليونيداس وألذي كان يعود لجدها من والدتها ليونيداس، وبمساعدة العميلة السابقة عند أبستيرغو الطبيبة فكتوريا بيبو، تدخل ليلى بذاكرة كاساندرا وأثناء بحثها عن الرمح المفقود تكتشف كاساندرا مدينة أتلانتس المفقودة على سواحل جزيرة سانتوريني، وتكتشف هناك عصا هرمس التي تحتفظ بها كاساندرا والتي أخذته من والدها الحقيقي فيثاغورس، وأثناء وصولها هناك تقوم ليلى بأخذ عصا هرمس منها والتي تمنح القوة لحاملها لكي تحميه من مخاطر الزمن.